# دلماسية
دَلْمَاسِيَة أو دلماتية أو دلماطية أو دلماسيا أو دلماشيا (الكرواتية: Dalmacija؛ اللاتينية: Dalmatia؛ الإيطالية: Dalmazia) هي واحدة من أربع مناطق تاريخية في كرواتيا، إلى جانب كرواتيا الوسطى وسلافونيا وإستريا، وتقع على الساحل الشرقي للبحر الأدرياتيكي داخل كرواتيا.
تمتد دالماتيا كشريط ضيق من جزيرة راب في الشمال إلى خليج كوتور في الجنوب. يتراوح عرض المناطق الداخلية لدالماتيا من خمسين كيلومترًا في الشمال إلى بضعة كيلومترات فقط في الجنوب؛ وهي مغطاة بجبال الألب الدينارية الوعرة. تمتد 79 جزيرة (بالإضافة إلى حوالي 500 جزيرة صغيرة) على طول الساحل، وأكبرها في دالماتيا هي براش وباغ وهفار. أكبر مدينة في دالماتيا هي سبليت، تليها زادار وشيبيك ودوبروفنيك.
يرجع اسم المنطقة إلى قبيلة إيليرية تُدعى الدلماتاي، كانت تعيش في المنطقة خلال العصور القديمة. لاحقًا، تحولت إلى مقاطعة رومانية (بمساحة أكبر بكثير من حدودها الحديثة)، ونتيجة لذلك، نشأت ثقافة رومانسية، إلى جانب اللغة الدلماتية التي انقرضت لاحقًا، وحلت محلها اللغة الفينيسية والإيطالية التي كان يتحدث بها بشكل رئيسي الإيطاليون الدلماتيون. مع وصول السلافيني (السلاف الجنوبيين) إلى المنطقة في أواخر القرن السادس وأوائل القرن السابع، الذين احتلوا معظم الساحل والمناطق الداخلية، بدأت العناصر السلافية والرومانسية تندمج في اللغة والثقافة.
بعد أن دخلت المملكة الكرواتية في العصور الوسطى، التي كانت تضم معظم دالماتيا، في اتحاد شخصي مع المجر عام 1102، أصبحت مدنها وأراضيها عرضة للغزو، أو لتبديل الولاء بين الممالك الإقليمية خلال العصور الوسطى. في فترة معينة، وقعت معظم دالماتيا تحت حكم جمهورية البندقية، التي سيطرت على غالبيتها بين عامي 1420 و1797 كجزء من دولة البحر، باستثناء جمهورية راغوزا الصغيرة والمستقرة (1358-1808) في الجنوب. بين عامي 1815 و1918، كانت مقاطعة تابعة للإمبراطورية النمساوية تُعرف باسم مملكة دالماتيا. بعد هزيمة الإمبراطورية النمساوية المجرية في الحرب العالمية الأولى، تم تقسيم دالماتيا بين مملكة الصرب، الكروات والسلوفينيين، التي سيطرت على معظمها، ومملكة إيطاليا التي كانت تضم عدة أجزاء أصغر. بعد الحرب العالمية الثانية، سيطرت جمهورية كرواتيا الشعبية، بصفتها جزءًا من يوغوسلافيا، على المنطقة بالكامل. ومع تفكك يوغوسلافيا، أصبحت دالماتيا جزءًا من جمهورية كرواتيا المستقلة.

## التعريف
في العصور القديمة، كان أقليم دالماتيا الروماني أكبر بكثير من مقاطعة سبليت-دالماتيا الحالية، حيث امتدت من إستريا في الشمال إلى ألبانيا الحديثة في الجنوب. لم تكن دالماتيا مجرد وحدة جغرافية، بل كانت كيانًا قائمًا على ثقافة مشتركة وأنماط استيطان متشابهة، مع حزام ساحلي ضيق مشترك على الساحل الشرقي للبحر الأدرياتيكي، ومناخ متوسطي، ونباتات دائمة الخضرة وقاسية الأوراق تنتمي إلى المقاطعة الإيليرية والمنصة الكربونية الأدرياتيكية.

### الوضع الحالي
اليوم، تُعتبر دالماتيا منطقة تاريخية فقط، وليست وحدة إدارية رسمية في القانون الكرواتي، مما يجعل حدودها الدقيقة غير واضحة وتعتمد على التصور العام. ووفقًا لـ لينا ميروشيفيتش وجوزيب فاريتشيتش من جامعة زادار فإن:
«...التصور الحديث لدالماتيا يعتمد في المقام الأول على الحدود الإقليمية لمملكة دالماتيا النمساوية، باستثناء جزيرة راب التي ترتبط جغرافيًا بمنطقة كفارنير ووظيفيًا بمنطقة ليتورا-غورسكي كوتار، وباستثناء خليج كوتور الذي تم ضمه إلى دولة أخرى (الجبل الأسود) بعد الحرب العالمية الأولى. في الوقت نفسه، أصبح الجزء الجنوبي من ليكا والمناطق العليا من بونجيه، التي لم تكن جزءًا من دالماتيا النمساوية، جزءًا من مقاطعة زادار. من وجهة النظر الإدارية والإقليمية الحديثة، تتألف دالماتيا من أربع مقاطعات ساحلية كرواتية مراكزها زادار، شيبينيك، سبليت، ودوبروفنيك».
وبالتالي، تُعتبر دالماتيا عمومًا ممتدة تقريبًا إلى حدود مملكة دالماتيا النمساوية. ومع ذلك، بسبب التغيرات الإقليمية والإدارية على مدار القرن الماضي، يمكن اعتبار أن التصور العام لحدودها فيما يتعلق ببعض المناطق قد تغير، وتختلف المصادر حول ما إذا كانت هذه المناطق ما تزال تُعتبر جزءًا من دالماتيا اليوم:
- منطقة خليج كوتور في الجبل الأسود عند تقسيم مملكة يوغوسلافيا إلى أقاليم إدارية (أوبلاست) عام 1922، تم منح كامل خليج كوتور، من سوتورينا إلى سوتوموري، إلى إقليم زيتا، مما شكل في تلك المرحلة الحدود الجنوبية لدالماتيا لتكون الحدود الجنوبية لجمهورية راغوزا السابقة. تُعرّف موسوعة بريتانيكا دالماتيا بأنها تمتد "حتى مضيق كوتور" (أي إلى أقصى نقطة في جنوب كرواتيا القارية، شبه جزيرة بريفلاكا). ومع ذلك، ما تزال مصادر أخرى، مثل موسوعة تريتشاني ودليل السفر الشامل إلى كرواتيا، تعتبر الخليج جزءًا من المنطقة.[5][6]
- جزيرة راب، إلى جانب الجزيرتين الصغيرتين سفيتي غرغور وغولي أوتوك، كانتا جزءًا من مملكة دالماتيا وترتبطان تاريخيًا وثقافيًا بالمنطقة، ولكنهما اليوم ترتبطان أكثر بالساحل الكرواتي بسبب قربهما الجغرافي والاعتبارات الإدارية.
- بلدية غراتشاتس والشمال من جزيرة باغ. فهناك العديد من المصادر التي تشير إلى أن دالماتيا، وفقًا للتقسيم الإداري الحديث، تشمل أربع مقاطعات في جنوب كرواتيا وهي: زادار، شيبينيك-كين، سبليت-دالماتيا، دوبروفنيك-نيريتفا. لا يشمل هذا التعريف خليج كوتور، أو جزر راب، سفيتي غرغور، وجولي أوتوك. يستثني أيضًا الجزء الشمالي من جزيرة باغ، وهي جزء من مقاطعة ليكا سينغ. ومع ذلك، فإنه يشمل بلدية غراتشس في مقاطعة زادار، والتي لم تكن جزءًا من مملكة دالماتيا ولا ترتبط تقليديًا بالمنطقة (ولكن بدلًا من ذلك ترتبط بمنطقة ليكا).[7][8][9][10]

## أعلام
- يوليوس نيبوس
- فرانشيسكو لورانا
- يوحنا الرابع